# Provincia di Tétouan
La provincia di Tétouan è una provincia del Marocco, parte della Regione di Tangeri-Tetouan-Al Hoceima. 
All'interno della Prefettura di Tétouan si trova l'enclave spagnola di Ceuta.
Nel 2004 alcune parti del territorio sono state scisse per formare la nuova Prefettura di M'diq-Fnideq

## Geografia antropica

### Suddivisioni amministrative
La provincia di Tétouan, prima della sua divisione, contava 5 municipalità e 21 comuni:

#### Municipalità
- Fnidq
- Martil
- M'diq
- Oued Laou
- Tétouan

#### Comuni
- Ain Lahsan
- Al Hamra
- Al Khrroub
- Al Oued
- Allyene
- Azla
- Bghaghza
- Bni Harchen
- Bni Idder
- Bni Leit
- Bni Said

- Dar Bni Karrich
- Jbel Lahbib
- Mallalienne
- Oulad Ali Mansour
- Saddina
- Sahtryine
- Souk Kdim
- Zaitoune
- Zaouiat Sidi Kacem
- Zinat